# Gerona, Hoja del Lunes
La Hoja del Lunes de Girona (Gerona, Hoja del Lunes) fue un semanario publicado en Gerona durante la posguerra, en 1950, escrito en español.

## Nacimiento
Fue fundado el 2 de enero de 1950 y estaba editado por la Asociación de la Prensa, dirigida en aquel momento por Víctor de la Serna y Lucio del Álamo.
Se publicaba cada lunes y aprovechaba, así, el espacio que dejaban los demás diarios, al no vender ejemplares ese día de la semana. Además, utilizaba el mismo taller de imprenta que el diario gerundense Los Sitios.

El periódico costaba 50 céntimos de peseta y comprendía generalmente 6 páginas, aunque en semanas ocasionales se publicaron 4 u 8 páginas. El formato de los textos era en columnas acompañadas de títulos, en ocasiones dibujados, e ilustraciones. En los números posteriores también se incorporaron fotografías, por ejemplo, de deportistas o actrices y actores.
“Al ofrecerse la presente y feliz coyuntura de la aparición a la luz pública de nuestro semanario "GERONA-Hoja del Lunes", no nos cabe otra alegría […] que la de poner en la vanguardia de todos nuestros anhelos y de todos nuestros pensamientos, al hombre singular que rige con mano firme—sin que su pulso tiemble en el empeño—los destinos de la Patria, a ese Soldado preclaro e ilustre que supo devolvernos con su demostrada inteligencia y el brío de su espada, aquella España que estuvo a punto de desaparecer en el desgraciado avatar iconoclasta de los años 1931 al 1936. Ninguna ocasión como ésta más propicia para nosotros de pronunciar respetuosa y entusiásticamente el nombre del Caudillo, el nombre de FRANCO, porque siendo soldados también como somos—en cuerpo y en espíritu—de los sagrados ideales que supo resucitar y fundar el Generalísimo en la etapa más gloriosa de nuestra Historia, […]”
Artículo editorial de Gerona, Hoja del Lunes, 2 de enero de 1950.

## Historia
El semanario informaba principalmente sobre noticias deportivas, aunque también contenía noticias generales sobre cultura y sociedad, así como una agenda de espectáculos. Las noticias deportivas eran sobre todo de fútbol, pero se informaba también sobre los partidos de otros deportes como el baloncesto, el hockey sobre patines o el balonmano.
Las noticias sobre los partidos de fútbol se solían relatar extensivamente y contaban habitualmente con una sección llamada “El reloj manda” y acompañada de la anotación “Relojería Enrique Pla ha cronometrado el partido”, que relataba el partido cronológicamente. Los resultados de los partidos de fútbol que se habían jugado en España aquella semana, además de las clasificaciones de las copas y los campeonatos se exponían en “Resultados de la jornada”. 
La Hoja del lunes de Girona contaba también con secciones como la de “Economía y finanzas”, en la que se comentaba la Bolsa o “Teatro y cinema”, en la que el equipo de redacción escribía tanto artículos sobre el teatro y el cine, y su nivel de popularidad en el momento, como sobre las nuevas obras o películas que se hallaban en el momento en cartelera, tanto de origen nacional como internacional. En este último apartado eran frecuentes los artículos del redactor Antonio Pastor-Foraster.
La sección “Radio España de Gerona” también se repetía a menudo, y mostraba una lista de las emisiones de radio más destacadas de la semana. Entre ellas, se encontraba la “Crónica semanal deportiva” y “Crónica local deportiva”, realizadas por el colaborador del semanario Miguel Gil Bonancia, “Crónica semanal de toros” con Pepe Vila, “Crónica semanal de arte” con Juan Cabot Llompart, “Revista Radiofónica Cine-Radio con las críticas de la semana” con Miguel Vidal Arqué y “Revoltijo de Fin de Semana” con Baltasar de Odena. Todos ellos eran colaboradores de la Hoja del lunes.
En la sección “Panorámica internacional”, generalmente presentada en la primera página, se daban noticias de nivel internacional. Por otro lado, en “Panorámica ciudadana”, luego renombrada “Panorámica gerundense”, se solía informar sobre fiestas, eventos o conciertos que ocurrían en Girona. Esta información podía ser ampliada en los apartados de “Perfil de la ciudad” y “Mosaico informativo local”, donde el tiempo, el transporte, la cultura, novedades en el urbanismo y acontecimientos concretos también eran comentados.
Otros apartados que incluía el semanario en varias ocasiones era el “De sociedad”, que anunciaba los cumpleaños, santos, nacimientos de hijos, etc. de personalidades destacadas del gobierno franquista, del servicio militar o relacionadas con el semanario; y “Vida religiosa”, que mencionaba eventos como los santos y misas matinales del día de la publicación. La redacción en “Del municipio” informaba sobre acontecimientos relacionados con las instituciones, los habitantes, los eventos, etc. a nivel municipal; y en “Necrología” hacía referencia a los fallecimientos más notorios de la semana.

## Final
La Hoja del Lunes de Girona tuvo una duración corta, al ser publicado su último número el 17 de julio de 1950. La breve vida del periódico se debe a que no pudo competir en el mercado con la Hoja del Lunes de Barcelona, que tuvo éxito en ventas gracias a su información deportiva.

## Relación de directores y colaboradores

###### Director y presidente de la Asociación de la Prensa
- Manuel Bonmatí i Romaguera (2 de enero de 1950 a 17 de julio de 1950).

###### Redactores
- Antonio Pastor-Foraster

- Melchor de Olaso

- J. Sureda Prat

###### Colaboradores
- Miguel Gil Bonancia
- Juan Cabot Llompart
- Pepe Vila
- Miguel Vidal Arquer
- Baltasar de Odena
- Enrique Guasch